# Aschersleben
Aschersleben – miasto w środkowych Niemczech, w kraju związkowym Saksonia-Anhalt, w powiecie Salzland, na przedgórzu gór Harzu. W 2005 liczyło ok. 26 tys. mieszkańców i 29 357 w 2009.

## Dzielnice
- Winningen od 1 marca 2004
- Klein Schierstedt od 1 stycznia 2005
- Wilsleben od 24 lutego 2006
- Drohndorf(inne języki), Freckleben(inne języki), Mehringen(inne języki) od 1 stycznia 2008
- Groß Schierstedt, Neu Königsaue, Schackenthal, Westdorf od 1 stycznia 2009
- Schackstedt od 1 stycznia 2010

## Gospodarka
Miasto jest ośrodkiem przemysłu: maszynowego, metalowego, papierniczego, włókienniczego, odzieżowego oraz chemicznego. W okolicach Aschersleben wydobywa się węgiel brunatny oraz sól potasową.

## Zabytki
- kościoły franciszkanów: z XIII wieku oraz farny pw. św. Stefana z XV wieku (Stephanikirche)
- pozostałości obwarowań miejskich z XV w.

## Współpraca
Miejscowości partnerskie:
- Dannstadt-Schauernheim, Nadrenia-Palatynat – kontakty utrzymuje dzielnica Schackstedt

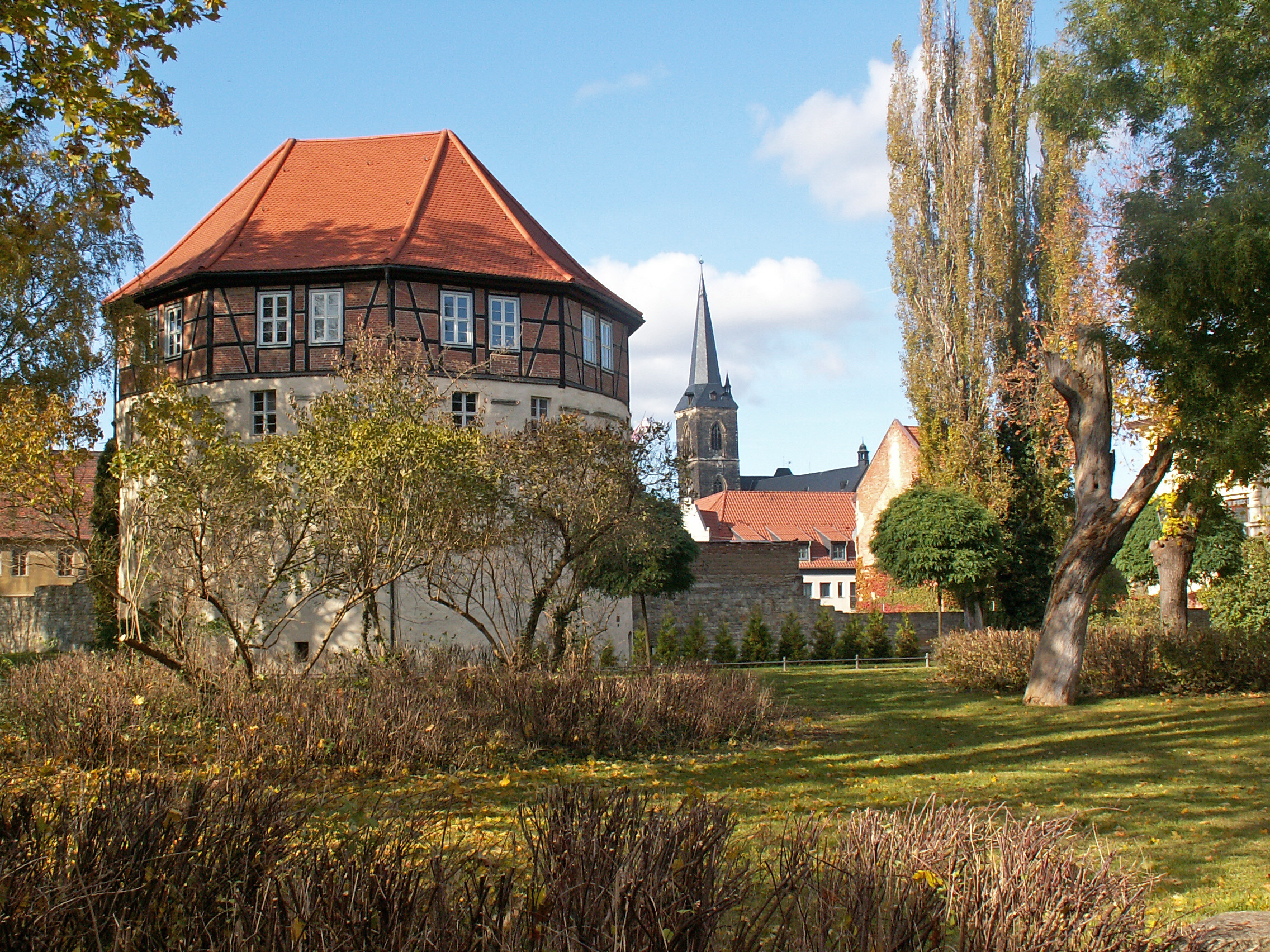
Okrągła wieża

- Kerava, Finlandia
- Peine, Dolna Saksonia
- Trenczyńskie Cieplice, Słowacja